# Doorschijnende zakpijp
De doorschijnende zakpijp (Ciona intestinalis) is een zakpijpensoort uit de familie van de Cionidae. De wetenschappelijke naam van de soort werd in 1767 voor het eerst geldig gepubliceerd in door Carl Linnaeus. Het is een wereldwijd verspreide kosmopolitische soort.

## Beschrijving
De doorschijnende zakpijp is de meest voorkomende zakpijp soort van de Noordzee. Het lichaam van deze zakpijp bestaat uit een zachte, doorzichtige mantel. De Latijnse naam betekent letterlijk "pilaar van ingewanden", verwijzend naar het feit dat zijn lichaam een zachte, doorschijnende kolomachtige structuur heeft, die lijkt op een massa ingewanden die uit een rots ontspruiten. Soms kunnen de darmen waargenomen worden waarin het opgenomen voedsel zichtbaar is. Er zijn twee openingen of sifons aanwezig die gele randen kunnen hebben met oranje/rode pigmentvlekken.
Net als alle zakpijpen is de doorschijnende zakpijp een filtervoeder. Het water wordt via de instroomopening (buccale sifon) naar binnen gezogen en voert tal van kleine voedseldeeltjes mee. Deze worden gevangen in slijm dat wordt geproduceerd door een klier, de endostyle. Via de uitstroomopening (atrale sifon) stroomt het water met afvalstoffen weer naar buiten.

## Verspreiding
Ciona intestinalis is wijd verspreid over gematigde streken van de wereld. Het groeit net onder de waterspiegel, op havenwerken, pijlers en rompen van boten. In de Oosterschelde komt deze zakpijp in groten getale voor.